# Air Vanuatu
Air Vanuatu ist die nationale Fluggesellschaft Vanuatus mit Sitz in Port Vila und Basis auf dem Bauerfield Airport.

## Geschichte

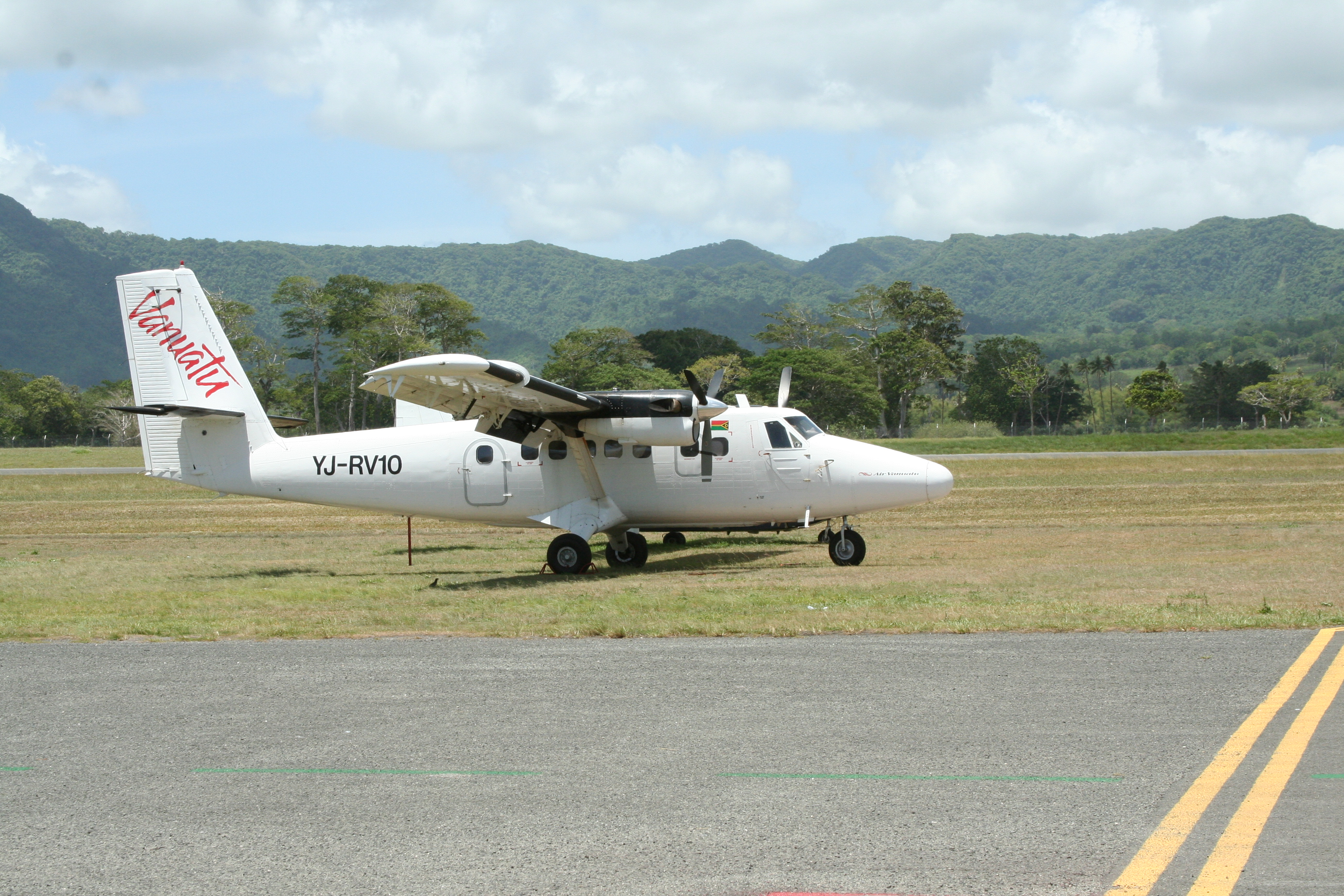
de Havilland Canada DHC-6 Twin Otter der Air Vanuatu

Air Vanuatu wurde 1981 unter dem Namen New Hebrides Airways gegründet. Nach der Unabhängigkeit vom Vereinigten Königreich und Frankreich im Jahr 1980 wurde sie ein Jahr später in Air Vanuatu umbenannt. Sie ist seit Dezember 1987 im Besitz der Regierung Vanuatus. Im Jahr 2004 kaufte Air Vanuatu die Fluggesellschaft Vanair und übernahm eine Boeing 727.
Air Vanuatu hat am 10. Mai 2024 Konkurs angemeldet. Die Fluggesellschaft der kleinen Inselnation im Südpazifik hatte am Vortag alle internationalen Flüge gestrichen, Tausende von Reisenden saßen fest.
Die Fluggesellschaft hatte die Flugstreichungen zunächst mit „erweiterten Wartungsanforderungen“ an ihren Flugzeugen begründet. Es ist geplant, den Flugbetrieb wieder aufzunehmen.

## Flugziele
Air Vanuatu bediente vom Bauerfield Airport internationale Ziele nach Australasien und Ozeanien. Regional flog Air Vanuatu die einzelnen Inseln Vanuatus an.
Darüber hinaus bestanden Codeshare-Abkommen mit Air New Zealand, Fiji Airways und Qantas Airways.

## Flotte

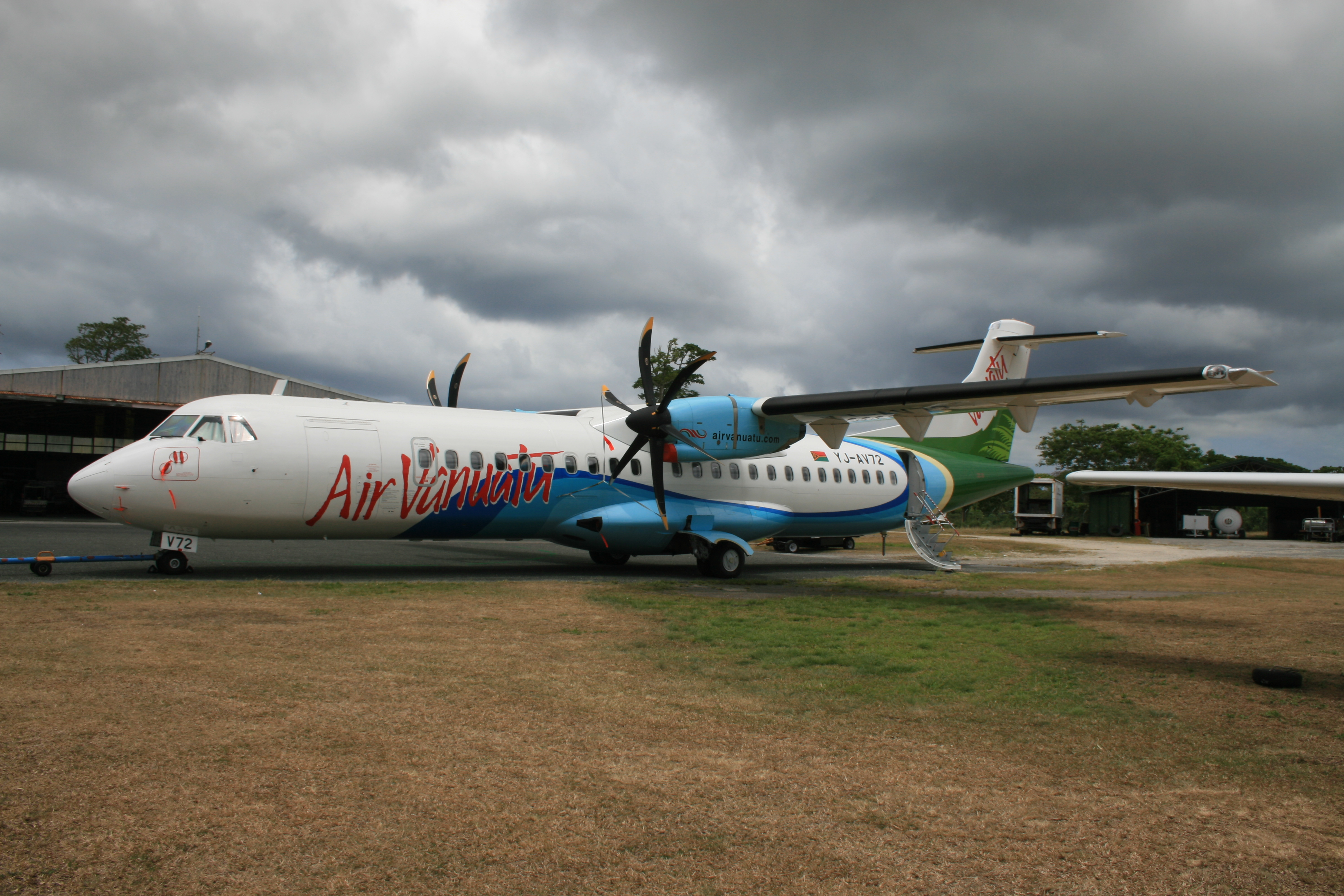
ATR 72-500 der Air Vanuatu

### Aktuelle Flotte
Mit Stand November 2022 bestand die Flotte der Air Vanuatu aus drei Flugzeugen mit einem Durchschnittsalter von 20,5 Jahren:
| Flugzeugtyp     | Anzahl | bestellt | Anmerkungen                        | Sitzplätze (Business/Economy) |
| --------------- | ------ | -------- | ---------------------------------- | ----------------------------- |
| ATR 72-500      | 1      |          | inaktiv                            | 69 (–/69)                     |
| ATR 72-600      | 1      |          |                                    |                               |
| Boeing 737-800  | 1      |          | inaktiv, mit Winglets ausgestattet | 170 (8/162)                   |
| Airbus A220-100 |        | 2        |                                    |                               |
| Airbus A220-300 |        | 1        |                                    |                               |
| Gesamt          | 3      | 3        |                                    |                               |

### Ehemalige Flugzeugtypen
- ATR 42-300
- Boeing 727 (Vanair)
- Boeing 737-300
- Boeing 737-400
- Britten-Norman BN-2 Islander

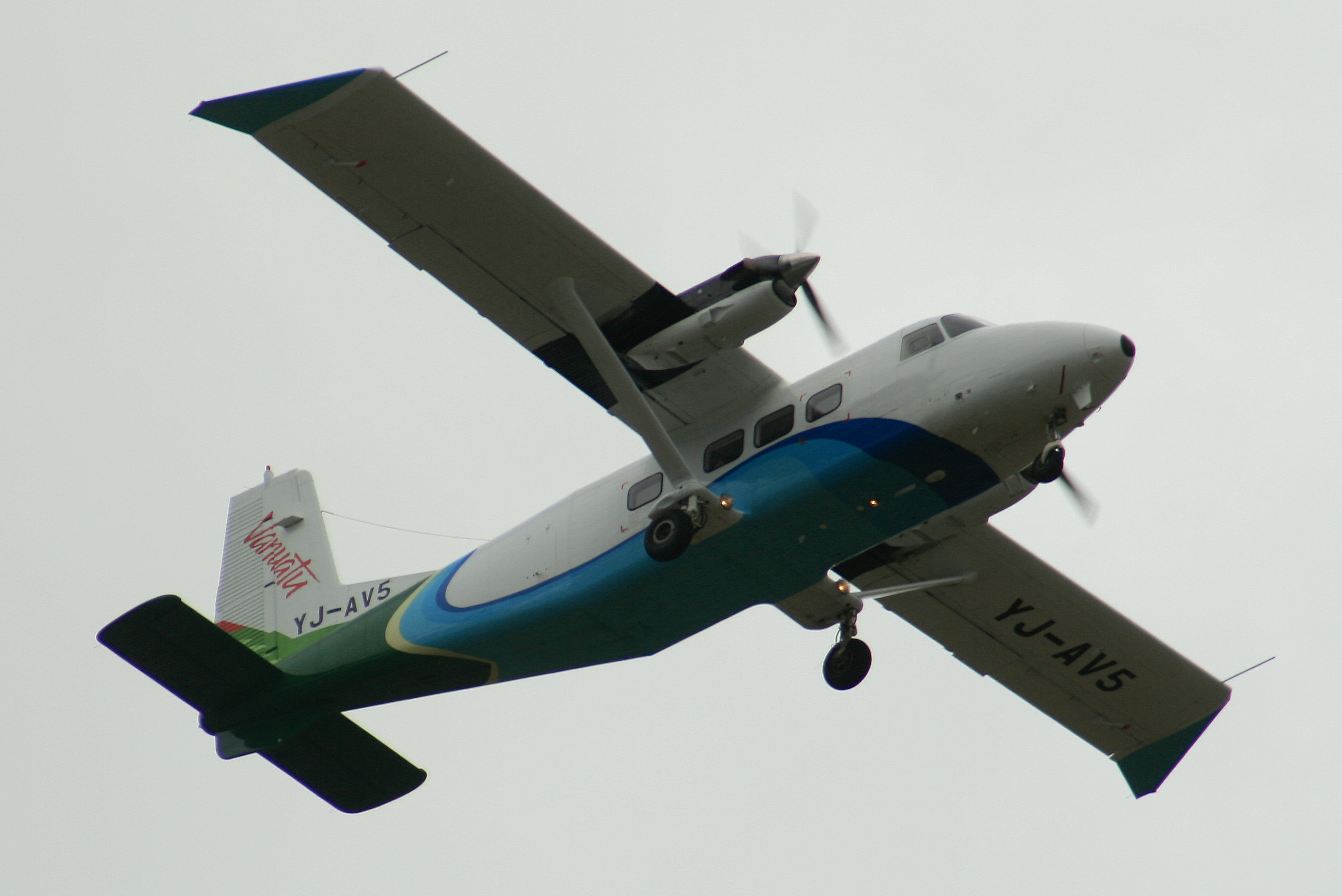
Harbin Y-12 der Air Vanuatu

- de Havilland Canada DHC-6 Twin Otter
- Douglas DC-9-31
- Harbin Y-12
- Saab 2000